# La fuerza del amor
La fuerza del amor (lit. A força do amor) é uma telenovela mexicana produzida por Gonzalo Martínez Ortega para a Televisa e exibida entre 4 de junho de 1990 e 4 de janeiro de 1991, substituindo Un rostro en mi pasado e sendo substituída pelas semanas finais de Cenizas y diamantes. 
Foi protagonizada por Alfredo Adame e Gabriela Hassel e antagonizada por Ernesto Gómez Cruz, Eduardo Palomo, Ari Telch, Claudia Ortega e Karen Sentíes.

## Enredo
Felipe, Marcos e Carlos são três jovens e entusiastas estudantes de medicina que vêm a uma cidade perdida de Pachuca para fazer seu estágio ali. Mas, ao chegar, eles são recebidos com uma rejeição categórica por parte do povo, já que todos confiam cegamente em Don Torino, o curandeiro local, que na verdade se aproveitou da confiança do povo para manipulá-los à vontade.
Apesar da recepção fria, os jovens não vacilam e se instalam na aldeia, dispostos a conquistar a confiança do povo. Os jovens traçam um plano: Carlos finge ser um inválido para ir primeiro à consulta de Dom Torino, que por motivos óbvios não poderá curá-lo; então ele irá para seus companheiros, que fingirão curá-lo e assim poderão ganhar o apreço e o respeito do povo.
O plano tem um grande sucesso: as pessoas começam a ir à consulta dos "feiticeiros", como chamam os três jovens, e deixam Dom Torino de lado. Este último, humilhado e furioso por ter perdido a confiança do povo, tentará expulsar seus rivais por todos os meios possíveis. Principalmente quando ele descobre que Fabiola, uma linda garota por quem ele é obcecado, se apaixonou por Felipe.

## Elenco
- Alfredo Adame - Felipe
- Gabriela Hassel - Fabiola
- Ernesto Gómez Cruz - Don Torino
- Eduardo Palomo[1] - Gilberto
- Claudia Ortega - Cristina
- Karen Sentíes - María Inés
- Ari Telch - Marcos
- Odiseo Bichir - Carlos
- Juan Ignacio Aranda - Rodolfo
- Dolores Beristáin - Evelyn
- Óscar Bonfiglio - Héctor
- Josefina Echánove - Ana Bertha
- Katia del Río - Sheila
- Rocío Sobrado - Luz María
- Cecilia Tijerina - Haydeé
- Arturo García Tenorio - Ramón
- Maripaz García - Maritza
- Guillermo Gil - Don Gregorio
- Miguel Gómez Checa - Vicente
- Aarón Hernán - Rómulo
- Jaime Lozano - Dionisio
- Jorge Russek - Gustavo
- Luisa Huertas - Mercedes
- Edith Kleiman - Delfina
- Salvador Sánchez - Padre Victoria
- Rafael Montalvo - Tomás
- Óscar Morelli - Damián
- Martha Navarro - Gertrudis
- Evangelina Martínez - Juana
- Toño Infante
- Óscar Castañeda
- Uriel Chávez
- Karina Duprez
- Brenda Oliver
- Evelyn Solares
- Mercedes Pascual - Dolores
- Rodrigo Puebla - Tacho
- Bruno Rey - Sabas
- Rubén Rojo - Mark
- Lizzeta Romo - Ángela
- Teresa Rábago - Josefina
- Alfredo Sevilla - Don Heliodoro
- Lilia Sixtos - Rosa
- Silvia Suárez - Luisa
- Evangelina Sosa - Chencha
- Blanca Sánchez - Irene
- Jorge Urzúa - Silvestre
- Blanca Torres - Herlinda
- Miguel Suárez - Anselmo
- Michelle Tessan - Maynes
- Enrique Hidalgo - Dr. Ortega

## Prêmios e indicações

### Prêmios TVyNovelas 1991
| Categoría                | Nominado(a)        | Resultado |
| ------------------------ | ------------------ | --------- |
| Melhor ator protagonista | Alfredo Adame      | Nominado  |
| Melhor ator antagonista  | Ernesto Gómez Cruz | Nominado  |
| Melhor ator juvenil      | Ari Telch          | Nominado  |
| Revelação feminina       | Gabriela Hassel    | Nominada  |